# Nishihara (métro d'Hiroshima)
Pour les articles homonymes, voir Nishihara.
Nishihara (西原駅, Nishihara-eki) est une station de la ligne Astram du métro d'Hiroshima. Elle est située dans l'arrondissement d'Asaminami à Hiroshima au Japon.

## Situation sur le réseau
Établie en aérien, Nishihara est située au point kilométrique (PK) 6,0 de la ligne Astram. Elle est située entre la station Gion-shinbashi-kita, en direction du terminus sud Hondori, et la station Nakasuji, en direction du terminus nord Koiki-koen-mae.

## Histoire
La station Nishihara est mise en service le 20 août 1994, lors de l'ouverture à l'exploitation de la ligne Astram.

## Services aux voyageurs

### Accès et accueil
La station est ouverte tous les jours.

### Desserte
Nishihara est desservie par les rames de la ligne Astram : 
- voie 1 : direction Koiki-koen-mae
- voie 2 : direction Hondori

Installations et desserte
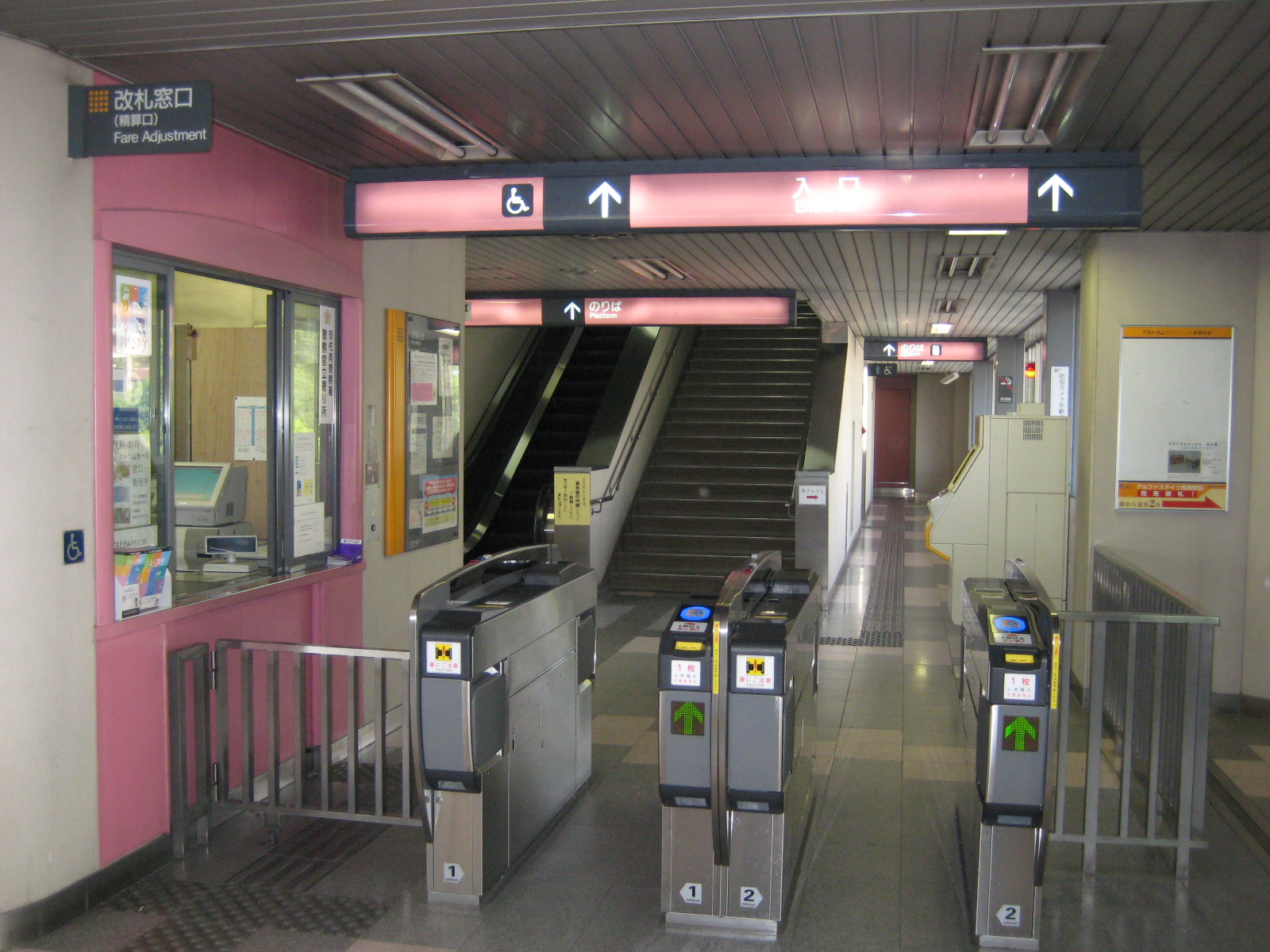
Barrière de contrôle
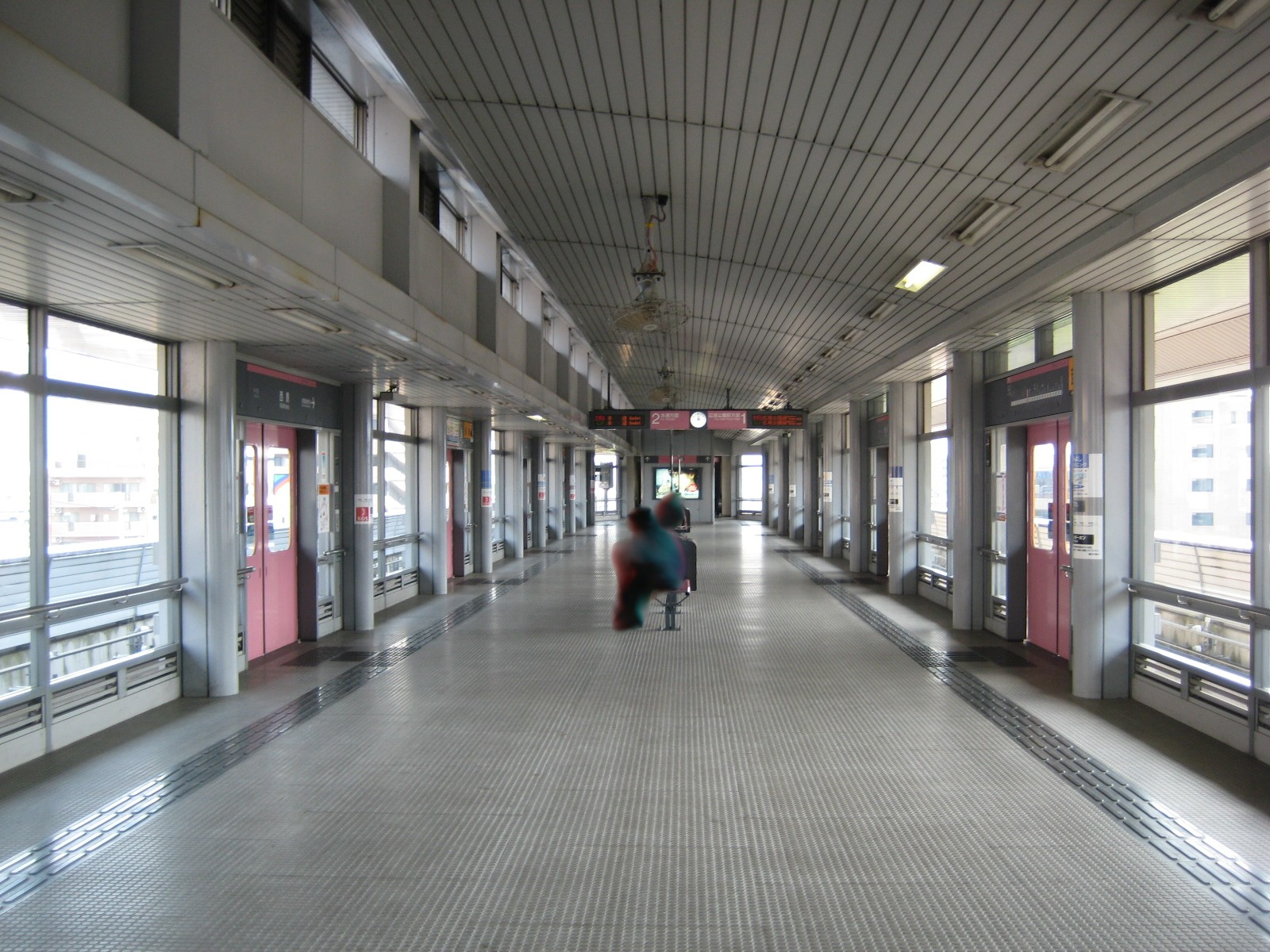
Quai de la station